# Vartkes Serengülian
Vartkes Serengülian (en armenio: Վարդգէս Սէրէնկիւլեան; también conocido como Hovhannes (en armenio: Յովհաննէս) o Gisak) (Erzurum, 1871 – Sanliurfa, 1915), fue un activista político y social armenio, y miembro del Parlamento Otomano.

## Biografía
Serengülian estudió en las escuelas de Ardzinian y Sanasarian de Karin, Erzurum. Hacia finales de la década de 1880, organizó manifestaciones en Karin y fue arrestado. Tras ser liberado en 1892,  trabajó en Constantinopla, y posteriormente en Bulgaria y el Imperio ruso como activista revolucionario. En la ciudad de Van, Serengyulian apoyó las ideas de Hrayr Dzhoghk, y colaboró con el Partido Armenakan. Fue arrestado en Van, y en 1901 fue sentenciado a 101 años de cárcel. Tras la revolución de los jóvenes turcos en 1908, Serengülian fue liberado, y posteriormente es elegido miembro del Parlamento Otomano. En 1915, fue arrestado y deportado a Sanliurfa, donde fue torturado y asesinado.